# بيلي هاغتون
بيلي هاغتون (بالإنجليزية: Billy Haughton)‏ هو مدرب خيول أمريكي، ولد في 23 نوفمبر 1923 في غلوفرسفيل في الولايات المتحدة، وتوفي في 15 يوليو 1986.

## وصلات خارجية
- بيلي هاغتون على موقع الموسوعة البريطانية (الإنجليزية)